# Jérôme Frédéric Paul David
Jérôme Frédéric Paul David (* 30. Juni 1823 in Rom; † 28. Januar 1882 in Langon) war ein französischer Offizier, Baron und Minister.

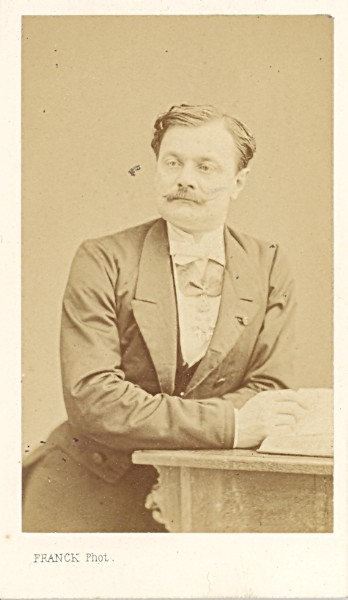
Jérôme Frédéric Paul David

David war der Enkel des Malers Jacques-Louis David und Patenkind von Jérôme Bonaparte und seiner Frau Katharina von Württemberg. Man vermutete in ihm jedoch einen außerehelichen Sohn Jérômes und seine Karriere im Zweiten Kaiserreich scheint dies zu bestätigen. Er tat zunächst Militärdienst in Algerien und diente dann während des Krimkriegs als Ordonnanzoffizier des Prinzen Napoléon-Jérôme, seines mutmaßlichen Halbbruders. 1853 heiratete er Elisa Merle. 1857 nahm er als Kapitän seinen Abschied und ließ sich bei Langon nieder, wo seine Frau Besitzungen hatte.
1859 wurde David für den Wahlkreis Saint-Symphorien im Département Gironde in die Nationalversammlung gewählt, der er bis ein Jahr vor seinem Tod ununterbrochen angehörte. 1860 war er kurzzeitig Bürgermeister von Langon. 1864 wurde er zum Kommandeur der Ehrenlegion ernannt. Ab 1867 war er Vizepräsident der Nationalversammlung. 1869 wurde er zum Großoffizier der Ehrenlegion berufen. Auf seine Veranlassung wurde am 5. Juli 1870 der französische Einspruch bei der hohenzollernschen Thronkandidatur in Spanien beschlossen und formuliert.
Beim Ausbruch des Deutsch-Französischen Krieges 1870 zog David mit dem Kaiser Napoleon III. ins Feld und war während der ersten Niederlage der Franzosen in der Schlacht bei Weißenburg zugegen. Nach Paris zurückgekehrt war er in der Kammersitzung vom 9. August einer der Hauptunterstützer des Antrags von Clément Duvernois, der das Ministerium Ollivier zum Rücktritt zwang. In dem daraufhin vom Grafen Charles Cousin-Montauban gebildeten Ministerium übernahm er das Portefeuille der öffentlichen Arbeiten. Der Sturz des Kaisertums am 4. September 1870 beseitigte ihn ebenfalls aus diesem Amt.
1876 und 1877 wurde er dann wieder in die Deputiertenkammer gewählt, bei den Neuwahlen 1881 trat er nicht wieder an.